# Tie Rack
Tie Rack byla britská oděvní firma, která se specializovala na prodej kravat, šál, manžetových knoflíčků a dalších módních doplňků. Obchody byly většinou malé a nacházely se na letištích, nádražích a v nákupních centrech po celém světě.
Tie Rack založil v srpnu roku 1981 Roy Bishko. První obchod otevřel v Londýně na Oxford Street a roku 1984 vznikla další pobočka na letišti v Glasgow. Do roku 2013 existovalo více než 450 obchodů ve 26 zemích.
V Česku měla tři prodejny, všechny byly v Praze – v galerii Myslbek v ulici Na Příkopě, v nákupním centru Zličín a na Letišti Václava Havla.
V roce 2009 celý řetězec s doplňky kvůli finančním problémům zavíral prodejny ve Velké Británii. Ve hře byl i jeho konec v České republice. Mezi zákazníky Tie Rack přitom patřila například princezna Diana nebo americký prezident George Bush starší.
Roku 2013 firma definitivně zanikla.